# Fort Bow
Fort Bow est une fortification de l'U.S. Army, un poste militaire avancé dans le territoire indien, présent dans la série Les Tuniques Bleues.

## Personnages
Le fort est commandé par le Colonel Appeltown, et habité par, outre la garnison :
- Amélie Appeltown, la fille du colonel ;
- Les soldats Tripps et Bryan ;
- L'éclaireur indien Plume d'Argent ;
- Le docteur Jiggs ;
- Lin-Fu (ou Li-Fu), le blanchisseur chinois ;
- Le cuistot noir.

En outre, les deux protagonistes de la série, à savoir le sergent Chesterfield et le caporal Blutch, viennent régulièrement y passer leurs permissions ; le premier surtout pour être auprès de son grand amour Amélie Appeltown, au grand dam du père de celle-ci.

## Emplacement
On peut situer l'emplacement de Fort Bow quelque part au Nouveau-Mexique. En effet, la guerre indienne se déroule lors de la guerre de Sécession, lors de la campagne du Nouveau-Mexique et sous l'influence de criminels mexicains, ce qu'on aperçoit dans l'album Outlaw. La garnison est donc visiblement en conflit contre la tribu des Navajos, même si l'album mentionne parfois des tribus comanches, qui vivent également en partie dans la région du Nouveau-Mexique.